# Тест КФК-MB
Тест КФК-MB (аналіз на креатинфосфокіназу-MB), також відомий як тест КK-MB, є серцевим маркером, який використовується для діагностики гострого інфаркту міокарда, ішемії міокарда або міокардиту. При цьому в крові вимірюють рівень CK-MB (міокардіальної фракції креатинкінази), пов'язану комбінацію двох варіантів (ізоферментів КKM і КKB) ферменту креатинфосфокінази.
Частково цей тест було замінено тестом на тропонін. Проте останнім часом було вдосконалено вимірювання співвідношення ізоформ КK-MB1 і КK-MB2.
Новіший тест виявляє різні ізоформи субодиниці B, специфічні для міокарда, тоді як раніший тест виявляв наявність пов'язаних із серцем димерів ізоферментів.
Повідомлялося про багато випадків підвищення рівнів КФК-МВ над рівнем загального КФК у крові, особливо у новонароджених з вадами розвитку серця, зокрема з дефектами міжшлуночкової перегородки. Ця зміна співвідношень свідчить на користь легеневої емболії або васкуліту. Слід брати до уваги аутоімунну реакцію, що створює складну молекулу КФК та IgG.